# Charles Somerset (4. książę Beaufort)
Charles Somerset, 4. książę Beaufort (ur. 12 września 1709, zm. 28 października 1756) – angielski arystokrata, młodszy syn Henry’ego Somerseta, 2. księcia Beaufort, i Rachel Noel, córki 2. hrabiego Gainsborough. Młodszy brat 3. księcia Beaufort.
Od urodzenia do 1745 r. był tytułowany lordem Charlesem Somersetem. Wykształcenie odebrał w Winchester College oraz w University College na Uniwersytecie Oksfordzkim (w latach 1725–1727). W latach 1731–1745 zasiadał w Izbie Gmin jako reprezentant okręgów Monmouthshire oraz (od 1734 r.) Monmouth Boroughs z ramienia partii torysów. Po bezpotomnej śmierci starszego brata w 1745 r. odziedziczył tytuł 4. księcia Beaufort i zasiadł w Izbie Lordów.
1 maja 1740 r. w kościele św. Jerzego w Londynie poślubił Elizabeth Berkeley (ok. 1719 - 8 kwietnia 1799), córkę Johna Symesa Berkeleya i Elizabeth Norborne, córki Waltera Norborne'a. Charles i Elizabeth mieli razem syna i trzy córki:
- Ann Somerset (11 marca 1740/1741 - 18 maja 1763), żona Charlesa Comptona, 7. hrabiego Northampton, miała dzieci
- Henry Somerset (16 października 1744 - 11 października 1803), 5. książę Beaufort
- Henrietta Somerset (ok. 1754 - 24 lipca 1770), żona sir Watkina Williamsa-Wynna, 4. baroneta, nie miała dzieci
- Mary Isabella Somerset (1 lipca 1756 - 2 września 1831), żona Charlesa Mannersa, 4. księcia Rutland, miała dzieci

Beaufort zmarł w 1745 r. Został pochowany w Badminton w hrabstwie Gloucestershire. Tytuł książęcy odziedziczył jego jedyny syn.
Tindal zapisał o księciu, że był on mężem wielkiego ducha i aktywności, moralnie nieskazitelny, ale pozbawiony talentów politycznych.